# Pennisetum procerum
Pennisetum procerum är en gräsart som först beskrevs av Otto Stapf, och fick sitt nu gällande namn av Clayton. Pennisetum procerum ingår i släktet borstgräs, och familjen gräs. Inga underarter finns listade i Catalogue of Life.